# Dvorek (Laškov)
Dvorek je malá vesnice, část obce Laškov v okrese Prostějov. Nachází se asi 1,5 km na jihozápad od Laškova. V roce 2009 zde bylo evidováno 47 adres. V roce 2001 zde trvale žilo 75 obyvatel.
Dvorek leží v katastrálním území Laškov o výměře 6,85 km2.

## Obyvatelstvo

### Struktura
Vývoj počtu obyvatel za celou obec i za jeho jednotlivé části uvádí tabulka níže, ve které se zobrazuje i příslušnost jednotlivých částí k obci či následné odtržení.
| Místní části   | Místní části | 1869 | 1880 | 1890 | 1900 | 1910 | 1921 | 1930 | 1950 | 1961 | 1970 | 1980 | 1991 | 2001 | 2011 |
| -------------- | ------------ | ---- | ---- | ---- | ---- | ---- | ---- | ---- | ---- | ---- | ---- | ---- | ---- | ---- | ---- |
| Počet obyvatel | část Dvorek  | 189  | 206  | 204  | 185  | 180  | 184  | 143  | 113  | 98   | 93   | 94   | 76   | 75   | 82   |
| Počet domů     | část Dvorek  | 32   | 37   | 37   | 38   | 39   | 38   | 38   | 37   | 0    | 37   | 35   | 35   | 39   | 46   |

## Fotogalerie

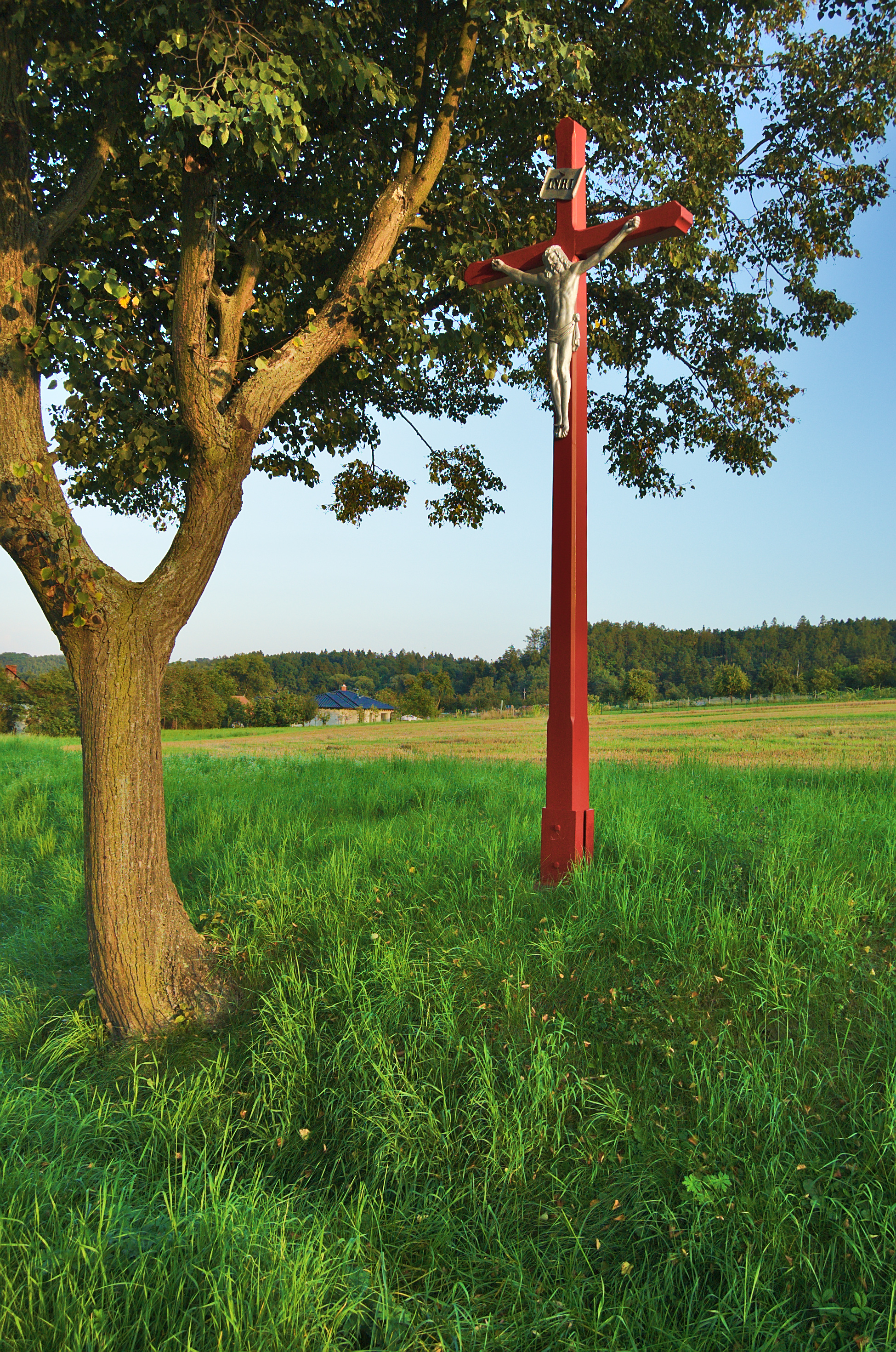
Kříž u odbočky na Dvorek, Kandia
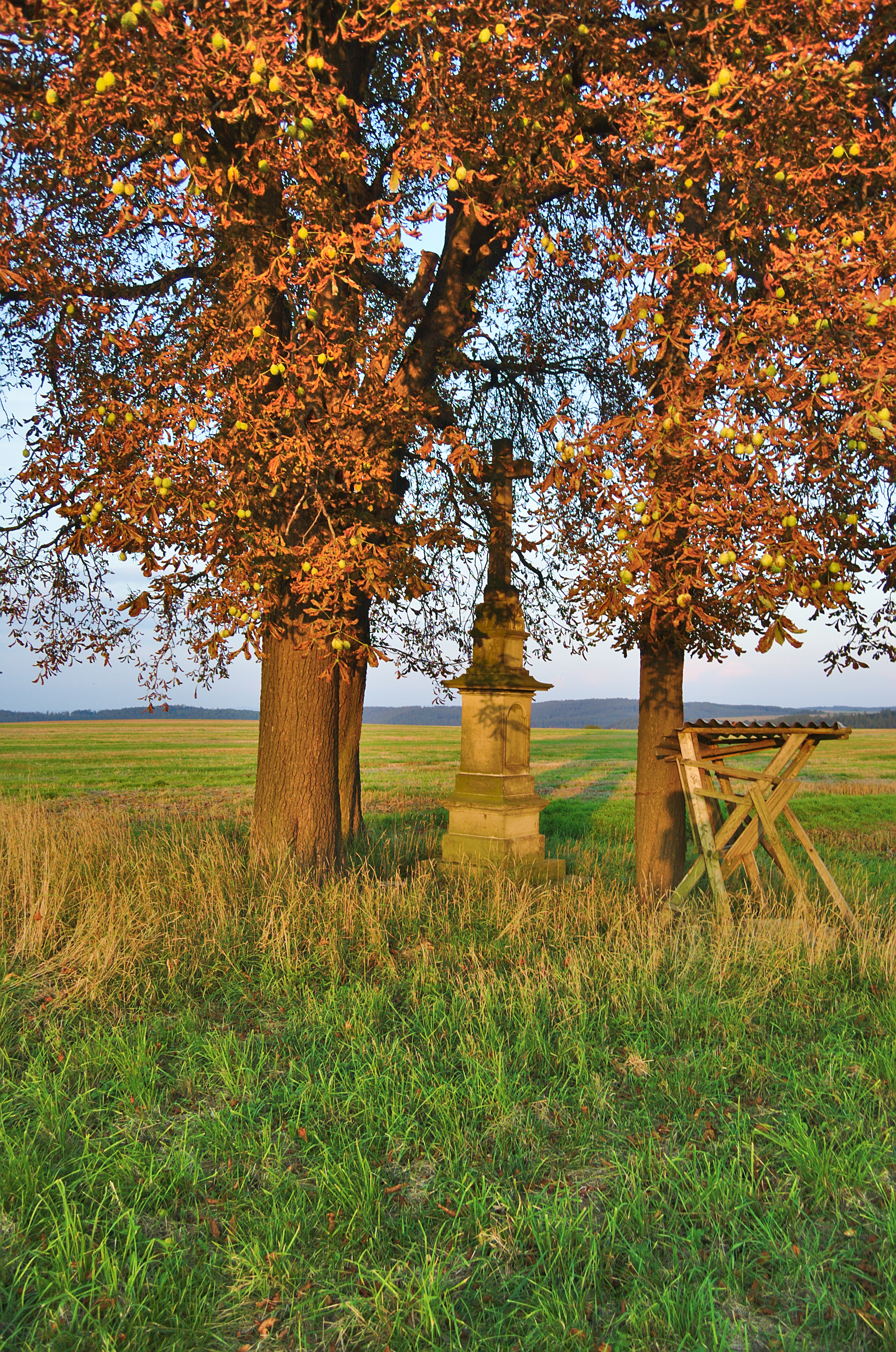
Kříž severozápadně nad obcí u polní cesty